# Ћафа (Кичево)
Ћафа (мкд. Ќафа) је насеље у Северној Македонији, у западном делу државе. Ћафа припада општини Кичево.

## Географија
Насеље Ћафа је смештено у западном делу Северне Македоније. Од најближег већег града, Кичева, насеље је удаљено 25 km северно.
Рељеф: Ћафа се налази у горњем делу историјске области Кичевија. Село је положено високо, на западним висовима планина Добра вода. Јужно од насеља тло се стрмо спушта у Кичевско поље. У близини села је извориште реке Темнице. Надморска висина насеља је приближно 1.320 метара.
Клима у насељу је планинска због знатне надморске висине.

## Становништво
По попису становништва из 2002. године, Ћафа је имала 5 становника.
Претежно становништво у насељу су Албанци (100%).
Већинска вероисповест у насељу је ислам.